# Melvin Calvin
Melvin Calvin (Saint Paul, EUA 1911 - Berkeley 1997) fou un químic i professor universitari estatunidenc guardonat amb el Premi Nobel de Química l'any 1961.

## Biografia
Va néixer el 8 d'abril de 1911 a la ciutat de Saint Paul, situada a l'estat nord-americà de Minnesota en una família d'immigrants russos. Després de créixer a la ciutat de Detroit va estudiar química a l'Escola de Mineria i Tecnologia de Michigan, on es llicencià el 1931. Posteriorment amplià els seus estudis a la Universitat de Minnesota, on es doctorà el 1935 i l'any següent aconseguir realitzar una beca postdoctoral a la Universitat de Manchester a Anglaterra.
El 1947 aconseguí ser nomenat professor de química a la Universitat de Berkeley on fou director del Laboratori Lawrence de Radiacions del Departament de Química Biològica. Calvin morí el 8 de gener de 1997 a la seva residència de Berkeley, Califòrnia.

## Recerca científica
Durant la seva estada a la ciutat de Manchester es va interessar pels pigments d'estructura anàloga a la de les porfirines i que més tard va utilitzar com a models en les seves investigacions sobre els processos energètics implicats en la fotosíntesi de la clorofil·la.
En la seva estada a Berkeley va continuar els seus estudis sobre la fotosíntesi vegetal sobre cultius de l'alga verda unicel·lular Chlorella pyrenoidosa, separant els compostos obtinguts per cromatografia bidimensional i identificant-los gràcies al carboni-14 i esclarint el procés d'assimilació fotoquímica del diòxid de carboni per les parts verdes de les plantes. L'any 1961 fou guardonat amb el Premi Nobel de Química pels seus treballs sobre l'assimilació del diòxid de carboni per les plantes, el cicle bioquímic bàsic de la qual és conegut com a cicle de Calvin en honor seu.